# Because Music
Because Music é uma gravadora independente com sedes em Paris e Londres. Because Music SARL é a gravadora principal, com a Because Music Ltd lidando com o grupo de artistas britânicos. A gravadora foi fundada em 2005 pelo antigo presidente da Virgin Records França e EMI, Emmanuel de Buretel.
Ela possuí um licença exclusiva para todos todos os artistas da Ed Banger e Phantasy. A gravadora é a distribuidora de subsidiarias seletas da Atlantic Records, como a Big Beat e a 300 Entertainment. Em 2017, a Because adquiriu o catálogo de mais de 60 artistas do Warner Music Group, incluindo Mano Negra, The Beta Band e a maioria da London Records.
Em janeiro de 2018, a Because assinou um acordo com a Caroline Distribution, subsidiaria da Universal Music, para  que esta distribua os lançamentos da gravadora a partir de 2019.[carece de fontes?]

## Artistas
- 13 Block
- ADICT
- Amadou & Mariam
- Antoine Léonpaul
- Baaba Maal
- Bilel
- Blacko
- Booba
- Breakbot
- Busy P
- Calypso Rose
- Carte Blanche
- Cahiips
- Cassius
- Catherine Ringer
- Casseurs Flowters
- Charlotte Gainsbourg
- Christine and the Queens
- Connan Mockasin
- Despo Rutti
- Django Django
- DJ Mehdi
- Don Cavalli
- Duck Sauce
- DSL
- E-brid
- Erol Alkan
- Electric Guest
- Fabrice Luchini
- Fally Ipupa
- Feadz
- Fetty Wap
- Fredo Viola
- Guizmo
- H-Burns
- Hanni El Khatib
- Héritier Watanabe
- James Deano
- Jarvis Cocker
- JJ Cale
- Joalin Loukamaa
- John Butler Trio
- Justice
- Kap Bambino
- Kekra
- Keny Arkana
- Keziah Jones
- Klaxons
- Krazy Baldhead
- La Phaze
- Late of the Pier
- Laza Morgan
- Les Plastiscines
- Les Rita Mitsouko
- Mac Tyer
- Major Lazer
- Manu Chao
- Mauro Gioia
- Metronomy
- Mickey Moonlight
- Moby
- Mr Oizo
- Mr. Flash
- Nortec
- Nèg' Marrons
- Para One
- Pascal Comelade
- Patrice
- Perle Lama
- Pete Yorn
- Plastiscines
- Plaza Francia
- Prince
- Rodrigo Y Gabriela
- SebastiAn
- Second Sex
- Sefyu
- Selah Sue
- Seun Kuti
- Sexion d'Assaut
- Smod
- Soko
- Stephane Pompougnac
- Stromae
- Serge Beynaud
- Syd Matters
- Take a Mic
- The Blood Arm
- Tom Tom Club
- Twisted Charm
- Uffie
- Yves Simon